# Залазак сунца (филм)
„Залазак сунца“ је југословенски филм снимљен 1982. године у режији Кароља Вичека који заједно са Евом Рас адаптирао сценарио према мотивима романа „Мој брат Јоаб“ од Нандора Гиона.

## Кратак садржај
Градић Керубин у равници живи, са мањим или већим проблемима. Једног дана појављује се Стева звани „Коњ“. Петнаест година је провео у туђини и сад жели да остане у свом родном градићу. Он је донео први виски, довезао први мерцедес, а пријатеље је снабдео девизама. У ствари, он се вратио да би направио коначни обрачун. За раније услуге тражи све: моћ, жене, признање. Жели да надокнади све што је изгубио на западу, али му се супротставља архитекта, његов пријатељ из детињства.

## Ликови
| Глумац              | Улога                   |
| ------------------- | ----------------------- |
| Милан Штрљић        | Архитекта Тамаш Ђармати |
| Мирољуб Лешо        | Стева „Коњ“             |
| Нада Војиновић      | Марија                  |
| Милан Пузић         | Вукашин Глачки          |
| Ева Рас             | Тереза Глачки           |
| Боро Стјепановић    | Бур                     |
| Љубомир Ћипранић    | Кафеџија Јоаб           |
| Стојан Аранђеловић  | Опат                    |
| Мића Томић          | Адам                    |
| Стеван Шалајић      | Стантић                 |
| Стеван Гардиновачки | Грађевинар              |
| Илија Башић         |                         |
| Јулијана Терек      |                         |
| Ратко Радивојевић   |                         |
| Александра Берић    |                         |
| Драган Тометић      |                         |
| Ержебет Јордан      |                         |
| Рената Виги         |                         |
| Феодор Тепавички    |                         |
| Ђерђ Фејеш          |                         |
| Добрица Стефановић  |                         |
| Петар Радовановић   |                         |
| Моња Миленковић     |                         |
| Миодраг Петроније   |                         |
| Грго Звекан         |                         |
| Ласло Фелди         |                         |
| Нандор Силађи       |                         |